# Black Roses
Black Roses – siódmy album fińskiej grupy The Rasmus, którego premiera odbyła się 24 września 2008 w Finlandii i Szwecji, a dwa dni później w Europie.
Pierwszy singel "Livin’ in a World Without You" swoją premierę miał 10 września 2008, ale już od lipca był promowany w radiu. Teledysk do pierwszego singla został nakręcony 3 lipca w Sztokholmie. Piosenka po raz pierwszy została zagrana na żywo 5 lipca na NRJ in the Park w Berlinie razem z nową piosenką Ten Black Roses.
Producentami albumu są Desmond Child i Harry Sommerdahl, a mixowany był przez Michaela Wagenera. Album nagrywany był w Helsinkach, Nashville, Sztokholmie, Singapurze, Grecji i Niemczech.

## Lista utworów
1. "Livin’ in a World Without You" (3:50)
2. "Ten Black Roses" (3:54)
3. "Ghost of Love"  (3:17)
4. "Justify" (4:26)
5. "Your Forgiveness"  (3:55)
6. "Run to You"  (4:11)
7. "You Got It Wrong"  (3:15)
8. "Lost and Lonely"   (4:46)
9. "The Fight"  (3:45)
10. "Dangerous Kind"  (3:46)
11. "Live Forever"  (3:20)
12. "Yesterday You Threw Away Tomorrow" (utwór dodatkowy) (3:05)
13. "Livin’ in a World Without You (Acoustic)" (utwór dodatkowy) (3:43)

## Wydanie
| Państwo       | Data                 | Wytwórnia        |
| ------------- | -------------------- | ---------------- |
| Finlandia     | 24 września 2008     | Playground Music |
| Szwecja       | 24 września 2008     | Playground Music |
| Estonia       | 24 września 2008     | Playground Music |
| Norwegia      | 24 września 2008     | Playground Music |
| Dania         | 24 września 2008     | Playground Music |
| Niemcy        | 26 września 2008     | Universal Music  |
| Austria       | 26 września 2008     | Universal Music  |
| Szwajcaria    | 26 września 2008     | Universal Music  |
| Holandia      | 26 września 2008     | Universal Music  |
| Polska        | 26 września 2008     | Universal Music  |
| International | 29 września 2008     |                  |
| Włochy        | 3 października 2008  |                  |
| Australia     | 4 października 2008  |                  |
| Kanada        | 7 października 2008  |                  |
| Japonia       | 29 października 2008 |                  |